# Royale Racing
Royale Race Cars est un ancien constructeur anglais de voitures de sport, en particulier des monoplaces. L'entreprise, fondée en 1968, a fini par disparaître en 1987.

## Historique

### Fin des années 1960
Fort de son expérience dans l'univers de l'automobile (à la fois dans la fabrication et dans la vente), King acquit le constructeur de voitures de sport Elva avec pour objectif de participer lui-même en tant que pilote aux courses. Finalement, l'activité de la société évolua vers la préparation de voitures de courses pour écuries clientes. King fonda alors la société Racing Preparations, spécialisée dans la préparation des moteurs Coventry Climax. Avec le déclin de la demande de moteurs Climax, King et son partenaire dans les affaires Alan Kornock décidèrent de s'orienter vers la construction de voitures de course. En 1968, King lança les bases de la nouvelle société Royale, dont le nom vient du Park Royal de Londres. La première voiture de Royale fut la PR1 (pour Royal Preparation 1). Elle fut conçue par Bob Marston, qui fera plus tard ses armes chez Lola Cars. La RP1 fut ensuite suivie par la RP2, qui fut construite à 30 exemplaires.

### Années 1970

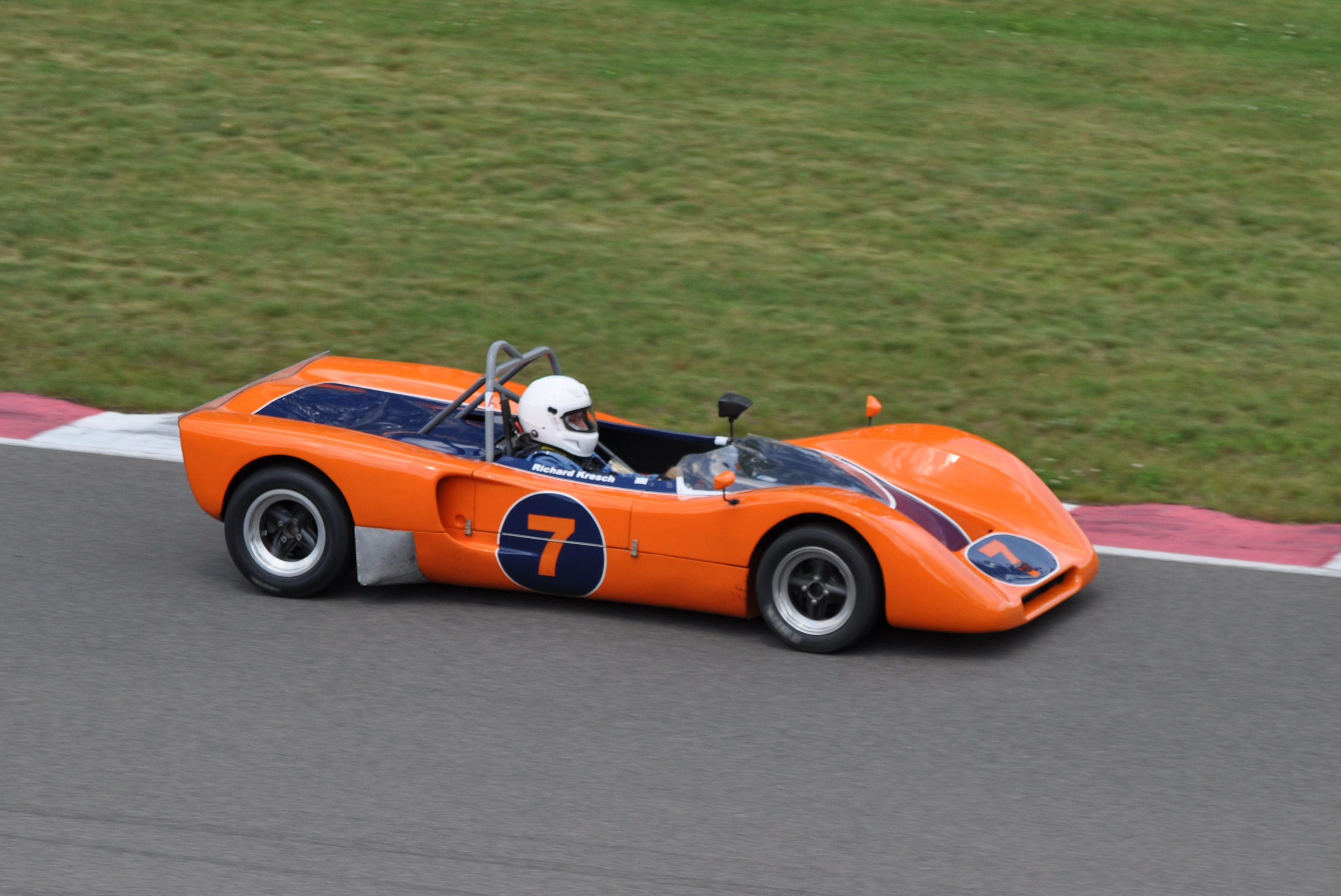
Royale RP4

La RP2 eut quelques succès dans le championnat brésilien de Formule Ford. La voiture, pilotée par Ray Allen, termina à la 3e place du championnat, derrière les Lotus pilotées par Emerson Fittipaldi et Ian Ashley. D'autres voitures sortent des ateliers de Royale en 1970. Ray Allen domina au volant d'une Royale RP4 le championnat de Formule F100 nouvellement créé. Royale produisit deux châssis de Royale RP8 pour le championnat de Formule Atlantic. Ray Allen and Tony Lanfranchi pilotèrent le premier châssis dans de nombreuses courses de Formule Libre. À la fin de l'année, ce châssis fut vendu aux États-Unis. Le deuxième châssis fut acquis par un acheteur allemand en tant que châssis Formule 3. Des Royale furent aussi pilotées par Ray Heppenstall, parmi d'autres.
En 1971, Royale connut beaucoup de succès en Formule Super Vee. Syd Williams, courant pour l'écurie D.J. Bond Racing, remporta la première course du championnat allemand. Manfred Schurti and Manfred Trint réussirent le doublé sur Royale lors de la dernière course du championnat. La Royale eut encore plus de succès dans le championnat américain. Billy Scott (en) remporta le championnat en gagnant quatre courses. Tom Pryce aligna une RP11 pour la première fois à l'occasion de la 17e manche du championnat de Grande-Bretagne de Formule 3, mais la voiture motorisée par Ford ne termina pas la course à la suite d'un accident. Val Musetti participa au Christmas Championship Trophy au volant d'une RP11.
L'année suivante, Pryce remporta le round d'ouverture du championnat britannique de F3, organisé par la BRSCC. Ian Ashley prit la troisième place du championnat de F3 du Centre Nord. En Formule Super Vee, Manfred Schurti remporta quatre courses et il prit la première place du championnat allemand. Billy Scott remporta une fois de plus le championnat américain en 1972 au volant d'une Royale.
Paul Dalton conduisit une RP5 lors du championnat continental de Formule B/C de la SCCA, mais sans succès notable. Tom Pryce and Ray Allen participèrent au championnat British Formula Atlantic au volant d'une Royale RP12, avec quelques résultats assez intéressants : une victoire et un podium pour Pryce, et deux podiums (Brands Hatch et Oulton Park) pour Ray Allen,. La Royale signa sa première victoire à la prestigieuse course SCCA National Championship Runoffs. William Holbrook remporta la course C Sports Racer au volant d'une RP4.
1973 aussi fut une année de succès en Formule Super Vee pour Royale, avec en particulier les victoires de Harry Ingle et Bob Lazier, qui finirent 2e et 3e du championnat, le titre revenant à Bertil Roos (en) au volant d'une Tui. L'ancien champion de Formule Super Vee Manfred Schurti courut plusieurs courses de Formule 2 au volant d'une Royale. Schurti a beaucoup lutté pour se qualifier. Il ne termina pas la seule course à laquelle il a réussi à se qualifier à la suite de la casse de l'arbre à cames. Le meilleur résultat en Formule 3 fut inscrit par Andy Sutcliffe (en) sur le circuit de Thruxton. Sutcliffe termina à la seconde place du round d'ouverture du championnat F3 de la BARC.

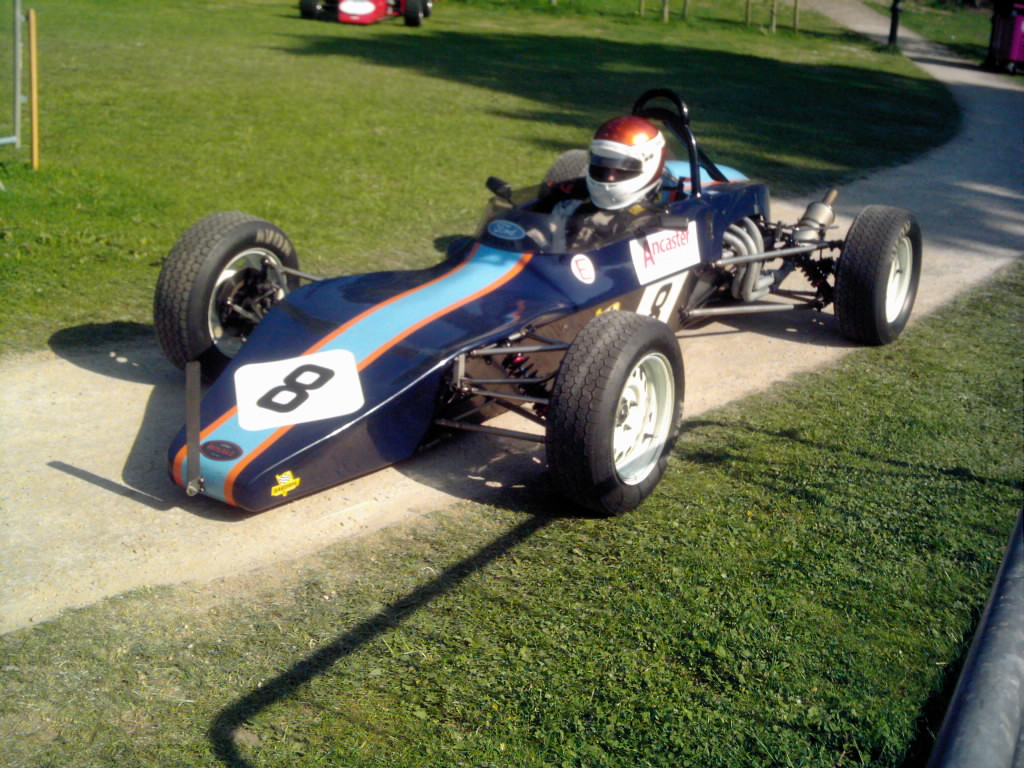
Royale RP21 (1975) au, Crystal Palace circuit 2012

L'année suivante Royale était de nouveau très compétitive en Formule Super Vee. Tom Bagley remporta deux courses du championnat américain. Par ailleurs, Bagley, Walter Wilkins, Richard Melville et Billy Scott accédèrent au podium au volant d'une Royale. Bagley termina à la 3e place du championnat.
En Europe, la marque eut moins de succès. Ruedi Caprez et Baron de St. Hubert terminèrent plusieurs fois sur le podium,. 1979 est l'année de la dernière participation de Royale en Formule Super Vee. Rory Byrne rejoignit l'équipe de conception et dessina la RP19. À son volant, Bobby Rahal fut le seul à remporter des podiums. Il termina à la 2e place au Canadian Tire Motorsport Park et 3e au Watkins Glen International.
Geoff Lees, aux commandes d'une Royale RP21, remporta en 1975 le championnat de Formule Ford Festival. Ce fut la dernière fois que le circuit de Snetterton accueillait ce championnat. Le pilote sud-africain Rad Dougall, également sur Royale, prit la troisième place de cette course. Lees remporta aussi les championnats de Formule Ford BRDC et BRSCC,. Avec la disparition de la Formule Super Vee, Royale se tourna vers la Formule Ford 2000. Rory Byrne construisit un prototype et en 1977 la production de la RP235 débuta. En 1976, Rory Byrne travailla sur la dernière Royale destinée à la Formule 3. Il conçut le châssis et la suspension, mais en cours de chantier la voiture fut vendue à Roger Andreason et Paul Fox qui terminèrent la carrosserie. La voiture fut rebaptisée Druid 377. En raison de l'absence d'effet de sol, la voiture n'était pas compétitive en courses de Formule 3 et reçut des modifications pour être alignée durant la saison 1979 de Formule Atlantic. Pilotée par Roger White, la voiture termina dans le top 10 un certain nombre de courses. Deux châssis supplémentaires furent construits. Par ailleurs, en Formule Ford, Jim Walsh remportant le championnat du monde BRDC de 1976.
En 1977, Royale fit ses débuts en Formule Ford 2000. Rad Dougall fit une belle saison en remportant les championnats BARC et MCD. Il s'adjugea un total de quatorze courses alors que son coéquipier Kenny Gray en gagna trois. Une Royale remporta également le championnat de Formule Ford 1600 Barc. David Leslie remporta le championnat en s'adjugeant neuf courses. L'année suivante, ce fut au tour de Kenny Acheson de remporter le championnat, toujours au volant d'une Royale.

### Années 1980

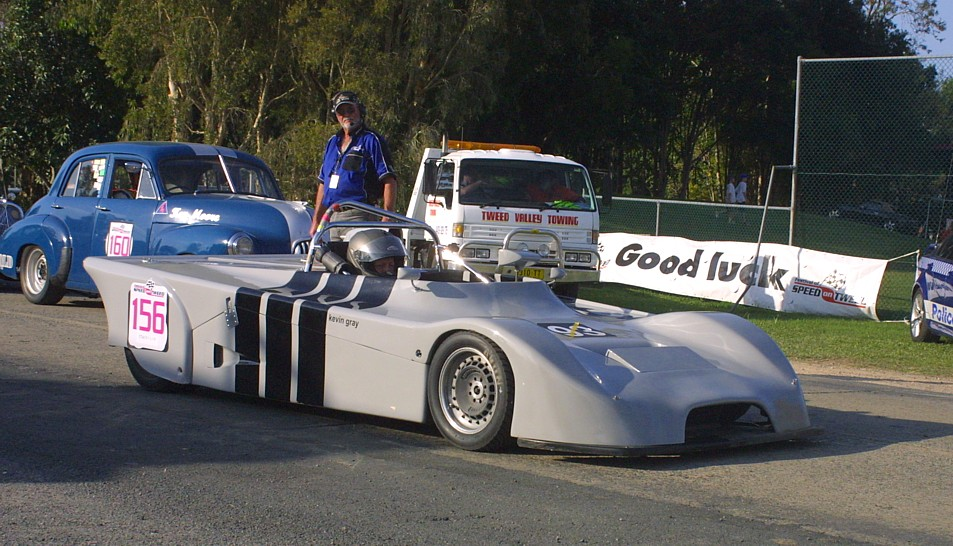
Royale RP37

Royale fit partie des quelques constructeurs qui dessinèrent une nouvelle voiture pour les séries Formule Talbot et Sparton. La plupart des châssis furent redessinés pour la Formule Ford 2000. Les voitures étaient motorisés par des blocs Talbot Sunbeam 1.6 L alimentés au méthanol. La compétition s'arrêta au bout de trois ans.Les châssis Formule Talbot, Formule Ford 1600 et Formule Ford 2000 construits par Royales en 1980 furent construits par Pat Symonds. La marque domina le championnat britannique de Formule Ford 2000. La Royale RP27 remporta toutes les courses du championnat BARC auxquelles elle participa et Richard Trott remporta le championnat. Il remporta aussi le championnat de Formule 2000 MCD. En championnat Ford 1600 BARC, Jonathan Palmer, Rob Tennant et Rick Morris remportèrent 3 courses au volant de la Royale. L'année suivante sourit moins à Royale. Les RP29 et RP30 remportèrent des victoires dans leurs championnats mais ne réussirent pas à remporter le titre. En Formule Ford 1600, David Wheeler fut le plus chanceux. Il fut le pilote de Royale qui connut le plus de réussite en remportant deux victoires face à un Van Diemen[Qui ?] dominateur, tant en Formule Ford 1600 qu'en Formule Ford 2000. Tim Davies remporta cinq victoires et Mike Taylor deux victoires au volant d'une Royale. En 1982, Mike Taylor engagea une Royale S2000M (première Royale dans la catégorie Sports 2000) en championnat britannique de la catégorie. Le pilote britannique s'adjugea 3 victoires. Jeremy Rossiter et David Sutherland remportèrent aussi des victoires au cours du championnat, au volant de Royales. Le championnat Thundersports fut inauguré en 1983. Les châssis Royale S2000M étaient éligible à ce championnat de classe Formule Libre. Les voitures Royale réussirent trois podiums. La S2000M, pilotée par David Sutherland, remporta aussi des courses en championnat britannique S2000. Keith Fine fut le seul à remporter sur Royale une course de la Formule Ford 1600 britannique. En 1984, Bob Marston conçut un nouveau châssis S2000. La voiture arriva en deuxième position dans la course de Brands Hatch du championnat Thundersports. En championnat S2000 britannique, James Thompson remporta quatre victoires et remporta le championnat devant Sean Walker, les deux pilotant des Royale.
1984 est aussi la dernière année où Royale construisit un châssis Formule Ford 1600. La Royale RP36, construite à 14 exemplaires, n'eut pas de résultats significatifs en course. L'année suivante (1985) est la dernière année où Royale construisit un châssis de Formule Ford 2000. Le championnat ayant été largement dominé par Reynard et le marché dominé par Van Diemen, Royale ne réussit à inscrire aucune vixctoire à son palmarès. En S2000, Royale rencontra une vive concurrence de la part de Shrike et Tiga. Ian Flux remporta le round 14 à Thruxton. Bob Marston dessina un nouverau châssis S2000, la RP42. Mike Taylor termina la saison avec 6 victoires à son palmarès. Il poursuit sur sa lancée la saison suivante et remporta le championnat sur RP42. Il monta aussi plusieurs fois sur le podium du championnat Thundersports au cours des saisons 1986 et 1987. En 1985, Royale introduisit son premier châssis Groupe C, la RP40, qui était en fait une Argo JM16 rebadgée. Elle fut présente sur les circuits entre 1985 et 1989.

## Voitures de course
| Année | Modèle        | Formule / Championnat | Nb. châssis | Concepteur                | Commentaire                                                     |
| ----- | ------------- | --------------------- | ----------- | ------------------------- | --------------------------------------------------------------- |
| 1968  | Royale RP1    | Formule Ford          | 1           | Bob Marston               | Prototype                                                       |
| 1969  | Royale RP2    | Formule Ford          | 50          | Bob Marston               |                                                                 |
| 1970  | Royale RP3    | Formule Ford          | 12          | Bob Marston               |                                                                 |
| 1970  | Royale RP4    | Formule F100          | 6           | Bob Marston               |                                                                 |
| 1970  | Royale RP4    | C Sports Racer        | 5           | Bob Marston               |                                                                 |
| 1970  | Royale RP6    | C Sports Racer        | 9           | Bob Marston               |                                                                 |
| 1970  | Royale RP7    | Formule 5000          | 0           |                           | Jamais produite                                                 |
| 1970  | Royale RP8    | Formule Atlantic      | 2           | Bob Marston               |                                                                 |
| 1970  | Royale RP9    | Formule Super Vee     | 26          | Mike Smith, Peter Bohanna |                                                                 |
| 1970  | Royale RP10   | Groupe 6              | 2           | Bob Marston               |                                                                 |
| 1971  | Royale RP3a   | Formule Ford          | 20          | Bob Marston               |                                                                 |
| 1971  | Royale RP4a   | Formule F100          | 4           | Bob Marston               |                                                                 |
| 1971  | Royale RP4a   | C Sports Racer        | 4           | Bob Marston               |                                                                 |
| 1971  | Royale RP5    | Formule B             | 1           | Bob Marston               |                                                                 |
| 1971  | Royale RP11   | Formule 3             | 8           | Mike Smith, Peter Bohanna |                                                                 |
| 1971  | Royale RP12   | Formule 5000          | 1           | Mike Smith, Peter Bohanna | La voiture fut détruite dans un incendie                        |
| 1971  | Royale RP14   | Formule Super Vee     | 20          | Mike Smith, Peter Bohanna |                                                                 |
| 1972  | Royale RP15   | Formule 2             | 1           | Mike Smith, Peter Bohanna | Evolution de la RP14                                            |
| 1972  | Royale RP16   | Formule Ford          | 60          | Bob King                  | Evolution de la RP3, mise à jour avec la carrosserie de la RP14 |
| 1972  | Royale RP17   | Formule Ford          | 9           | Bob Marston               |                                                                 |
| 1973  | Royale RP11a  | Formule 3             | 1           | Mike Smith, Peter Bohanna |                                                                 |
| 1973  | Royale RP18   | Formule Super Vee     | 11          | Mike Smith, Peter Bohanna |                                                                 |
| 1973  | Royale RP20   | Formule 2             | 1           | Dave Beacon               |                                                                 |
| 1974  | Royale RP16a  | Formule Ford          | 9           | Bob King                  |                                                                 |
| 1974  | Royale RP18a  | Formule Super Vee     | 11          | Mike Smith, Peter Bohanna |                                                                 |
| 1975  | Royale RP19   | Formule Super Vee     | 10          | Rory Byrne                |                                                                 |
| 1975  | Royale RP21   | Formule Ford          | 67          | Mike Smith, Peter Bohanna |                                                                 |
| 1975  | Royale RP22   | Formule Ford 2000     | 1           | Rory Byrne                | Prototype                                                       |
| 1976  | Royale RP23   | Formule 3             | 3           | Rory Byrne                | Commercialisée sous le nom Druid 377                            |
| 1977  | Royale RP24   | Formule Ford          | 89          | Rory Byrne                |                                                                 |
| 1977  | Royale RP25   | Formule Ford 2000     | 4           | Rory Byrne                |                                                                 |
| 1979  | Royale RP26   | Formule Ford          | 104         | Pat Symonds               |                                                                 |
| 1980  | Royale RP27   | Formule Ford 2000     | 20          | Pat Symonds               |                                                                 |
| 1980  | Royale RP28   | Formule Talbot        | 1           | Pat Symonds               | Dérivée de la RP26                                              |
| 1980  | Royale RP30   | Formule Ford 2000     | 17          | Pat Symonds               |                                                                 |
| 1981  | Royale RP29   | Formule Ford          | 32          | Pat Symonds               |                                                                 |
| 1981  | Royale S2000M | Sports 2000           | 25          | Bob Marston               |                                                                 |
| 1983  | Royale RP31M  | Formule Ford          | 39          | Bob Marston               |                                                                 |
| 1983  | Royale RP33M  | Formule Ford          | 25          | Bob Marston               |                                                                 |
| 1983  | Royale RP34M  | Formule Ford 2000     | 1           | Bob Marston               | Abandonnée après la première course                             |
| 1984  | Royale RP32M  | Formule Ford 2000     | 6           | Bob Marston               |                                                                 |
| 1984  | Royale RP35M  | Formule Ford 2000     | 0           | Wiet Huidekoper           | Jamais produite                                                 |
| 1984  | Royale RP36   | Formule Ford          | 14          | Wiet Huidekoper           | Evolution de la RP33                                            |
| 1984  | Royale RP37   | Sports 2000           | 17          | Bob Marston               |                                                                 |
| 1985  | Royale RP38   | Sports 2000           | 8           |                           |                                                                 |
| 1985  | Royale RP39   | Formule Ford 2000     | 11          |                           | Argo JM14 rebadgée                                              |
| 1985  | Royale RP40   | Groupe C              | 1           | Nigel Stroud              | Argo JM16 rebadgée                                              |
| 1985  | Royale RP41   | Can-Am                | 0           |                           | Jamais produite                                                 |
| 1985  | Royale RP42   | Sports 2000           | 8           | Bob Marston               |                                                                 |